# 破山海明
破山海明（はざん かいめい、1597年 - 1666年）は、中国の明末清初の臨済宗の禅僧。字は懶愚、号は旭東。俗姓は蹇、名は棟宇。順慶府広安州大竹県の出身。本貫は渝州巴県。

## 略歴
1597年（万暦25年）、蹇弘と徐氏のあいだの子として生まれた。14歳で両親を亡くした。
19歳で地元の寺院にて出家得度。1616年（万暦44年）、破山海明は四川を出て、至るところで遊学している。1619年（万暦47年）、破山海明は蘄州黄梅県破頭山に来て庵を結び、四祖寺、東禅寺で参禅し、仏経と高僧語録を読む。破山海明は明朝江山が没落し、山河が砕け、「破山」と名づけた。1622年（天啓2年）、破山海明は杖をついて東遊し、寧波府鄞県に来て、天童寺の高僧の天童密雲禅師のもとに入りました。「臨済正宗第36代祖師」です。1632年（崇禎5年）、破山海明は天童密雲を別れて、西は四川に帰って、相前後して万県の広済寺で、梁山県の太平寺、万年寺は経説を話して、経書を出版して、禅院を振興します。破山海明は反清復明の将の姚玉麟の招待を受けて、夔州府梁山県に帰りました。姚玉麟屯兵の地である金城山伝法です。1653年（順治10年）、破山海明は梁山県万竹山で双桂堂を建て始め、自ら門聯を書きました。「二株嫩桂久昌昌、正快時人鼻孔；数畝荒田暫住住、稍安学士心腸」。寺院は「西南叢林の首」、「第一禅林」、「宗門の巨擘」と誉められています。1666年（康熙5年）、享年69（満68歳没）で入滅。

## 著作
- 『破山禅師語録』
- 『双桂草』

### 代表作
自賛詩：
| 「 | 這个川老蜀、渾無奇特処。問禅禅不知、問教教非熟。懶散三十年、人天忽推出。握条短杖藜、打仏兼打祖。 | 」 |

『破山禅師語録』巻九「示空外禅人」：
| 「 | 天地間為人、為到出家地歩、極快活、極自在、無栄与人、無辱与人、天子不臣、諸侯不友、嘯傲雲山、吃清茶、飲清水、楽時曲、虎鹿為隣、松竹為伴、眼界自清、不同俗塵、通身徹底、唯一天真、天真之趣、花笑鳥鳴。 | 」 |